# スリザーリンク

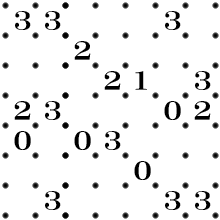
スリザーリンクの問題例

スリザーリンク（英: Slitherlink）は格子点の間に記された数字を頼りに、格子点の間を水平な線分（横線）または垂直な線分（縦線）で結び、盤面に一つの閉じた輪（単一閉曲線）を書き上げるペンシルパズルの一種である。

## ルール
1. 等間隔に碁盤の目状に配置された点（格子点）の間を線分でつなぎ、盤面全体に一つの閉じた輪（単一閉曲線）を作る。線分は水平または垂直に引く。斜めに引いてはならない。
2. 格子点の間に書かれた数字は、その数字の周囲の4つの格子点の間にいくつの線分が引かれるかを示す。数字が0の場合は周囲に線分を引くことはできない。数字の無い所は周囲にいくつの線分が引かれるかは分からない。
3. 輪は、途中で分岐したり、交差したりしてはいけない。すなわち、一つの点から出る線分の数は0か2でなければならない。
4. 輪は、途中で途切れてはいけない。すなわち、閉じていなければならない。
5. 輪が二つ以上の輪に分かれてはいけない。

## 由来
英語で slither とは「蛇のようにずるずる進む」という意味である。
同様の碁盤の目状の盤面に、二人が交互に線を引いていき、輪を閉じてしまったり、枝分かれを作ったりした方が負け、という「スリザー」というゲームがある。このルールを応用して作られた「スリザーリンク」をニコリ編集部が改良し、『パズル通信ニコリ』26号（1989年なつ号）で発表された。

## 例題
問題
解答

## 解法
スリザーリンクを解くにあたっては、「どこに線が引かれるか」と同様に「どこに線が引かれないか」を探すことが重要になる。確実に周囲全てに線が引かれない「0」は大きなヒントになる。スリザーリンクを解く際には、線が引かれないことが確定した部分に×印を付けることが多い。
数字が0の場合は、周囲に線分を引くことができないので、周囲の4辺は×印となる。
```
 
x

x
0
x

 
x
```

数字が1の場合は、周囲に1本だけ線分を引くことができるので、以下の4通りがある（ここで、＋印は線分の端の点（端点）となる格子点を表す。―は水平な線分（横線）を表し、｜は垂直な線分（縦線）を表す）。
```
+
-
+
   
x
+
   
x
   
+
x

x
1
x
  
x
1
|
  
x
1
x
  
|
1
x

 
x
    
x
+
  
+
-
+
  
+
x
```

数字が2の場合は、周囲に2本だけ線分を引くことができるので、以下の6通りがある。
```
            
x
    
x

+
-
+
  
+
x
+
  
+
-
+
x
  
x
+
-
+
   
+
x
    
x
+

x
2
x
  
|
2
|
  
x
2
|
    
|
2
x
   
|
2
x
  
x
2
|

+
-
+
  
+
x
+
   
x
+
    
+
x
   
x
+
-
+
  
+
-
+
x

                       
x
      
x
```

数字が3の場合は、周囲に3本だけ線分を引くことができるので、以下の4通りがある。
```
        
x
     
x
 
x
     
x

 
+
x
+
   
x
+
-
+
  
x
+
-
+
x
  
+
-
+
x

 
|
3
|
    
|
3
x
   
|
3
|
   
x
3
|

x
+
-
+
x
  
x
+
-
+
   
+
x
+
   
+
-
+
x

 
x
 
x
    
x
             
x
```

また、複数の数字の組み合わせにより線の引き方が定まるパターンがある。例えば、例題中にもあるように
```
 0 3
```

という数字の並びがあったならば、その周囲は
```
  
|
 
x

 
x
+
-
+
x

x
0
x
3
|

 
x
+
-
+
x

  
|
 
x
```

というように印が付けられる。また、
```
 3 3
```

という数字の並びには、
```
|
3
|
3
|
```

と3本の線が引ける。さらに、3の上下に横線がそれぞれ一本ずつ引かれるので、以下の2通りがある。
```
 
x
 
x
        
x
 
x

x
+
-
+
x
+
    
+
x
+
-
+
x

 
|
3
|
3
|
    
|
3
|
3
|

 
+
x
+
-
+
x
  
x
+
-
+
x
+

   
x
 
x
    
x
 
x
```

このようなパターンを「定理」と呼ぶ。定理を駆使して問題を解くことと同時に、定理を探求することも、このパズルの楽しみ方の一つである。

## 別称一覧
「スリザーリンク」および「SLITHERLINK」は、パズル制作会社ニコリの登録商標（日本第3089299号、日本第3225934号、日本第5056858号）である。そのため、ニコリ以外の出版社では他の名称を使用している。
以下にその一覧を示す。
- On the Dot（第7回世界パズル選手権で出題されたときの名称）
- ナンバーライン（Number line:技術評論社）
- ナンバーループ（Number loop:ビデオ出版）
- ルーピング（Looping:講談社ペック）
- ループコースパズル（Loop course puzzle:学習研究社）
- ループメーカー（Loop maker:世界文化社）
- ロジカルサーキット（Logical circuit:日本文芸社）
- 囲いパズル（コンセプティスパズル）

英語圏などにおける正式名称は SLITHER と LINK を繋いだ SLITHERLINK であるが、「スリザー」をローマ字表記した Suriza が使用される場合もある。他に、Fences, Loop the Loop などと呼ばれることもある。

## コンピュータゲームのスリザーリンク
PC-9800シリーズ版
Bsatより1993年ごろ発売。問題は過去に発売されたニコリ本誌や単行本に収録されている問題である。
ワンダースワン版
バンダイより2000年4月20日に発売。問題がニコリ提供の90問であるにとどまらず、パッケージ・タイトル画面がペンシルパズル本のデザインを踏襲していたり、ゲーム中にニコリを代表とするキャラクタが登場するなどニコリ協力を意識したつくりになっている。
Windows 98〜XP版
サクセスより2001年5月25日に発売。製作はゲームスタジオ。
ニンテンドーDS版
ハドソンより2006年11月16日に発売。同社のパズルシリーズ第5弾。ニコリが出題協力している。
Nintendo Switch版
ハムスターより2022年11月10日に発売。同社の「ニコリのパズルS」シリーズ第3弾。ニコリが出題協力している。

## 関連文献
- ニコリ 編著『ニコリ「スリザーリンク」名品100選』文藝春秋、2007年11月30日。ISBN 978-4-16-369760-4。

ニコリ別冊シリーズ
その他のニコリ別冊シリーズのスリザーリンク本は以下の通り。
- ニコリ編 編『たのしいスリザーリンク』ニコリ、2002年5月。ISBN 978-4-89072-401-7。